# MS St. Louis
El MS St. Louis va ser un transatlàntic alemany conegut especialment pel viatge que va realitzar el 1939, quan el seu capità, Gustav Schroeder, va tractar de trobar llars per a més de 900 refugiats jueus alemanys després que se'ls va negar l'entrada a Cuba, intentant-ho als Estats Units i al Canadà i, finalment, retornant a Europa. L'esdeveniment va ser el tema d'un llibre l'any 1974, El viatge dels maleïts, de Gordon Thomas i Max Morgan Witts, adaptat per a una pel·lícula amb el mateix títol que va ser rodada parcialment a Barcelona entre els anys 1975 i 1976.

## El vaixell

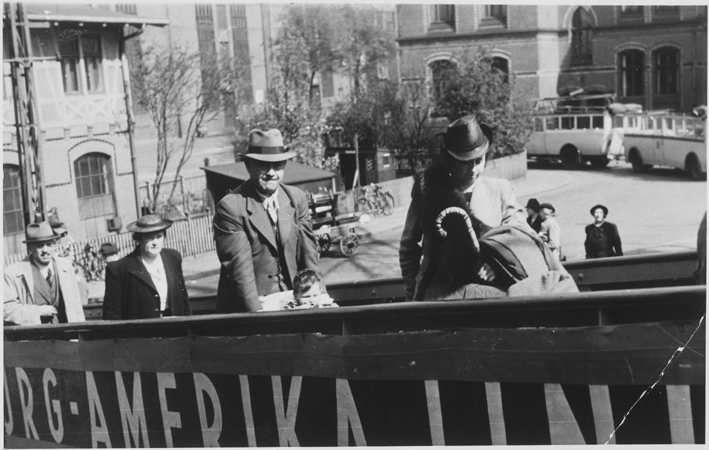
El vaixell al Port d'Hamburg

Construït per les drassanes Bremer Vulkan a Bremen per a la línia Hamburg-Amèrica, el MS St. Louis era un vaixell de motor dièsel, per la qual cosa li corresponia la denominació amb el prefix "MS", de "motor ship", tot i que sovint també fou conegut com el "SS St Louis", que correspondria a "steam ship (vaixell de vapor). Regularment va navegar per la ruta transatlàntica d'Hamburg a Halifax, Nova Escòcia (Canadà) i Nova York i va fer creuers cap a les Antilles.

## Viatge dels maleïts

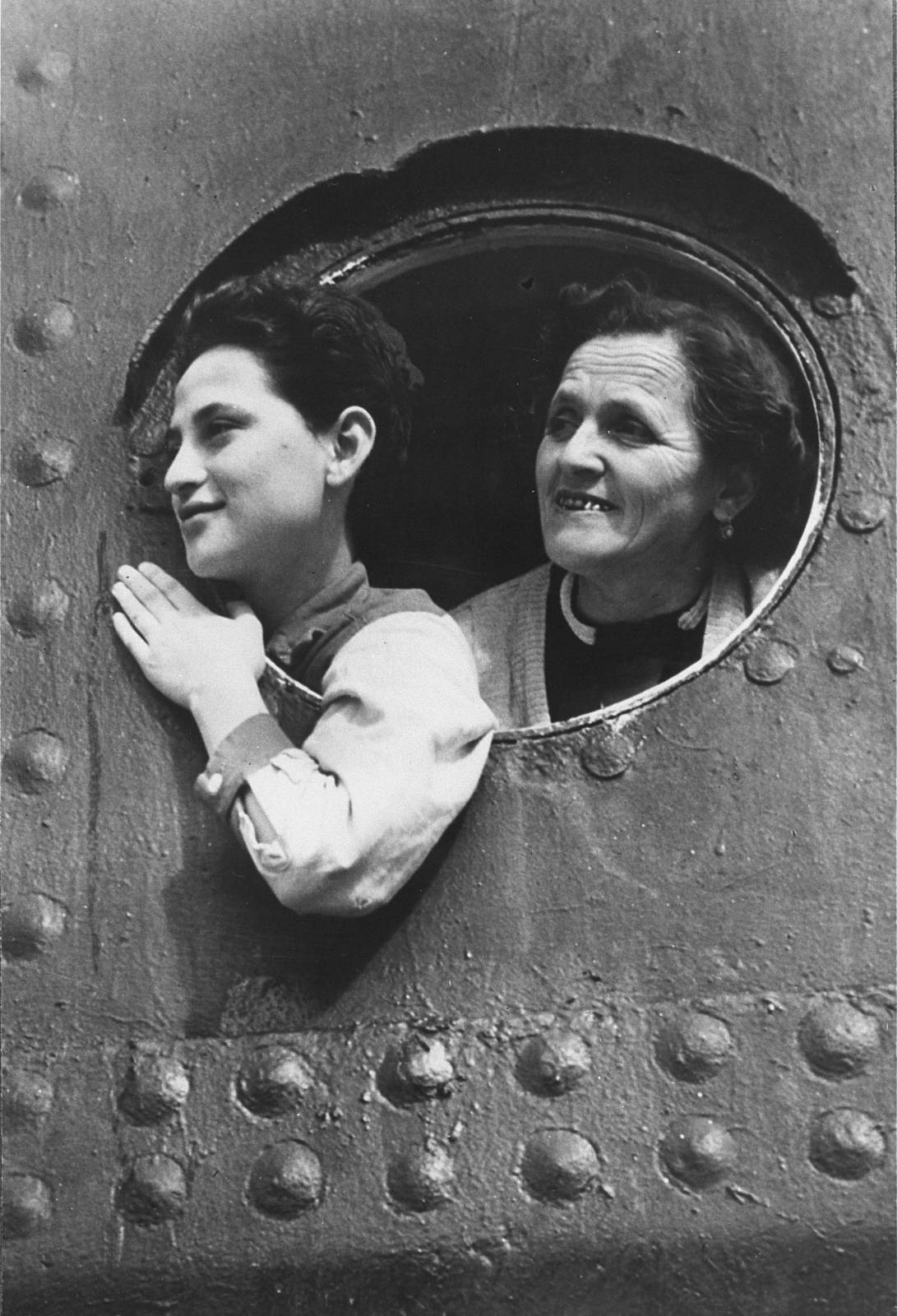
Refugiats jueus esperant a l'Havana

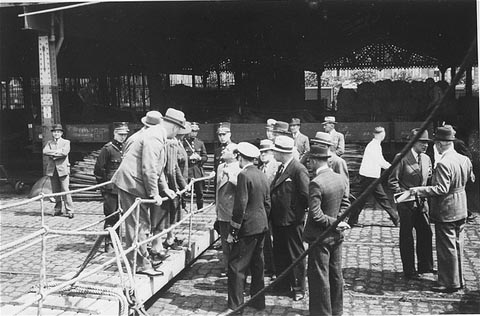
El capità Gustav Schröder negociant l'entrada dels refugiats a Bèlgica

El MS St. Louis va sortir d'Hamburg cap a Cuba el 13 de maig de 1939 amb 937 passatgers, la majoria refugiats jueus (principalment alemanys) a la recerca d'asil i fugint de la persecució nazi. El capità Gustav Schroeder, comandant de la nau, era un alemany no jueu i antinazi que va fer tot el que va poder per assegurar un tractament digne per als seus passatgers i va ordenar a la seva tripulació que tractés els refugiats com ho farien amb qualsevol altre passatger. Al cap de deu dies de navegació, un dels refugiats, un home gran que ja havia embarcat amb dificultats, va morir i poc després que el seu cos fos llançat al mar, un tripulant en estat depressiu va saltar per la borda.
A principis de 1939, Cuba havia promulgat el "decret 55", que declarava la diferència entre un turista i un refugiat. Per la condició de refugiat es requeria tenir un visat i pagar una fiança de 500 dòlars, requisits que no havia de complir un turista. Si bé el decret 55 indicava que els refugiats eren diferents dels turistes, hi havia un buit legal a l'hora de definir-ne la diferència. L'aleshores Director d'Immigració, Manuel Benítez, es va aprofitar d'aquesta falla venent permisos d'entrada, cosa que només els turistes podien comprar, per 150 dòlars. Molts dels refugiats del St Louis havien adquirit alguns d'aquests permisos, que la mateixa companyia naviliera els oferia a un preu superior. Però el president de Cuba, Federico Laredo Bru, havia corregir el buit legal del decret 55 aprovant, tot just el 5 de maig, el "decret 937" el qual, a més, invalidava tots aquells permisos emesos amb anterioritat. El capità Schroeder en tingué coneixement als pocs dies de salpar i creà un petit comitè de passatgers per tractar de les dificultats que es preveien per desembarcar a Cuba. Efectivament, el govern cubà va negar l'entrada als passatgers i, durant les negociacions amb un representant del Comitè Jueu Americà de Distribució Conjunta (JDC), va demanar el càrrec addicional de 500 dòlars per passatger. Les demandes i l'evolució de les negociacions van provocar gairebé un motí, dos intents de suïcidi, i dotzenes d'amenaces de fer el mateix. 28 dels passatgers van poder desembarcar a l'Havana i un dels refugiats va ser evacuat i traslladat a un hospital després d'un intent de suïcidi.
Obligat a abandonar Cuba el 2 de juny, mentre les negociacions continuaven, el capità Schröder va mantenir el vaixell vorejant la costa de Florida amb l'esperança que els Estats Units acceptessin els 907 refugiats que duia a bord. Si bé s'ha dit que eren seguits de prop per la Guàrdia de Costa dels Estats Units d'Amèrica amb l'objectiu d'evitar cap tipus de desembarcament, l'anàlisi històrica d'aquest Servei conclou que no hi va haver cap ordre en aquest sentit. De fet, alguns passatgers del St. Louis van enviar missatges demanant refugi al president Franklin D. Roosevelt, que aquest mai va respondre. Un telegrama del Departament d'Estat a un dels passatgers li notificava que haurien d'"esperar el seu torn a la llista d'espera, complir els requisits i obtenir els visats d'immigració abans que poguessin entrar als Estats Units", en referència a la llista d'espera, regulada per les quotes anuals d'immigració establertes el 1924, que en aquells moments era d'uns quants anys. Això sí, els diplomàtic estatunidencs a l'Havana seguien insistint al govern cubà que els admetés per raons "humanitàries". Al mateix temps, i tenint en compte que el vaixell es trobava a dos dies de navegació de Halifax, escala freqüent de l'MS St.Louis, un grup d'acadèmics i clergues al Canadà va intentar persuadir el Primer Ministre del Canadà, William Lyon Mackenzie King de donar refugi al vaixell durant dos dies en la capital de Nova Escòcia, però els funcionaris d'immigració canadencs i els ministres del gabinet hostils a la immigració jueva s'hi van oposar.
El 6 de juny es van trencar les negociacions amb el president Bru i el capità va dirigir el vaixell cap a Europa amb l'esperança de no haver de retornar a Alemanya, com li demanava la naviliera, fins que tots els passatgers haguessin trobat refugi en algun altre país. Les organitzacions jueves, i en particular la JDC, van negociar fins a aconseguir que el Regne Unit acceptés 288 dels passatgers, 224 van ser acceptats per França, 214 per Bèlgica, i 181 pels Països Baixos. Semblaven estar fora de perill de la persecució de Hitler.
L'any següent, després de les invasions alemanyes de Bèlgica i França al maig de 1940, els jueus es trobaren de nou en risc. Mitjançant l'ús de les taxes de supervivència per als jueus en diversos països, Thomas i Morgan Witts, els autors del llibre El viatge dels maleïts, van estimar que al voltant de 180 dels refugiats del MS St. Louis de França, més de 152 dels de Bèlgica i 60 d'aquests en els Països Baixos, haurien sobreviscut a l'Holocaust. Més endavant, la investigació per Scott Miller i Sarah Ogilvie del Museu Memorial de l'Holocaust dels Estats Units van donar una major precisió, amb unes xifres respectives de 138, 130 i 97, que resultarien de les conclusions que consideren que, dels 619 passatgers del MS St. Louis que van tornar a Europa continental, es va determinar que vuitanta-set van ser capaços d'emigrar abans que Alemanya envaís Europa Occidental el 10 de maig de 1940, mentre que dos-cents cinquanta-quatre passatgers a Bèlgica, França i els Països Baixos van morir durant l'Holocaust. La majoria d'aquestes persones van ser assassinades en els centres d'extermini d'Auschwitz i Sobibor, i la resta van morir en camps d'internament, en la clandestinitat o en l'intent d'evadir-se dels nazis; tres-cents seixanta-cinc d'aquells 619 passatgers van sobreviure a la guerra.

## Llegat
Després de la Segona Guerra Mundial, el capità Schröder va ser guardonat amb l'Orde al Mèrit de la República Federal Alemanya. El 1993 Gustav Schröder va ser condecorat a títol pòstum a Israel en reconeixement del seu heroisme en la recerca de refugi segur per als seus passatgers.

## El final del vaixell
El vaixell es va convertir en un allotjament naval alemany des de 1940 fins a 1944. Va quedar molt malmès pels bombardejos aliats a Kiel el 30 d'agost de 1944, però va ser reparat i s'utilitzà com un hotel flotant a Hamburg el 1946. Finalment va ser desballestat el 1952.